# Vitalij Bubon
Vitalij Bubon (ukrajinsky Віталій Бубон) (* 20. července 1983 Sovětský svaz) je bývalý ukrajinský zápasník – judista.

## Sportovní kariéra
Připravoval se v Kyjevě. V roce 2004 se dobrými výsledky ve světovém poháru kvalifikoval na olympijské hry v Athénách, vypadl v prvním kole. S vrcholovým judem musel skončil předčasně kvůli vleklým zraněním a ambiciózním soupeřům v reprezentaci.

## Výsledky
| Olympijské hry     | —   |    |     |    | úč. |     |     |    | —   |
| Mistrovství světa  |     | —  |     | —  |     | 2.  |     | 7. |     |
| Mistrovství Evropy | —   | —  | —   | —  | 7.  | úč. | úč. | —  | úč. |
| ME do 23 let       |     |    |     | 1. | —   | 2.  |     |    |     |
| MS juniorů         | úč. |    | úč. |    |     |     |     |    |     |
| ME juniorů         | —   | 2. | 1.  |    |     |     |     |    |     |